# Andrei Mihalache
Andrei Mihalache (n. 2 iulie 1944, Nuci, România – d. 5 martie 2024) a fost un cunoscut lăutar, acordeonist virtuoz și solist vocal din România, de etnie romă.

## Biografie
S-a născut la data de 2 iulie 1944 în comuna Micșunești, județul Ilfov, fiind fiul violonistului și lăutarului Iancu Mihalache. 
Din 1958 începe să cânte la acordeon și vocal la nunți, iar în 1967, după terminarea stagiului militar, debutează la Teatrul de Revistă „Barbu Delavrancea” din București, avându-l ca dirijor pe Stelian Ghiocel.
În perioada 1968-1971 se afirmă în marile restaurante din București, alături de șeful de orchestră Grigore „Capra” Nicolae, cântând aici mai multe genuri muzicale, de la folclor țărănesc, muzică lăutărească urbană (de mahala) și café concert, până la arii din opere și operete. 
Din 1971 este angajat la orchestra „Doina Ilfovului” condusă de Ion Albeșteanu.
Între 1972 și 1981 mai colaborează și cu Ansamblul „Rapsodia Română” și Orchestra „Mugurelul” din București, iar în 1982 devine șeful unei formații folclorice care activa în cadrul Ministerului Turismului. Cu acest ansamblu are două turnee importante, la Londra și la Paris. 
Din 1989 a cântat într-un restaurant din Copenhaga. Aici a avut oportunitatea să cunoască și să cânte cu mari personalități muzicale, notabili fiind naistul Gheorghe Zamfir și violonistul Yehudi Menuhin.